# Wolcott, Connecticut
Wolcott är en kommun (town) i New Haven County i delstaten Connecticut, USA med cirka 15 215 invånare (2000).